# Maria de Cotteblanche

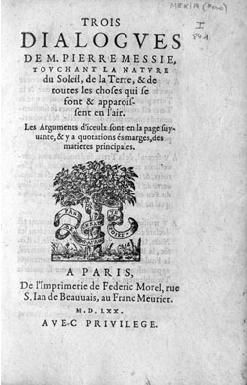
Pàgina de títol del llibre 'Trois dialogues de M. Pierre Messie, touchant la nature du soleil, de la terre et de toutes les choses qui se font et apparaissent en l'air'. Imprès a París per Federic Morel, 1570. Traductor: Marie De Cotteblanche

Maria De Cotteblanche (nascuda ca. 1520, Paris - morta abans de 1584, probablement París) va ser una noble francesa coneguda per la seva habilitat en llengües i per la traducció d'obres d'espanyol a francès.
Maria era filla de Guy De Cotteblanche, un advocat pel Parlement de Paris. La seva mare era Catherine Hesseline qui es va casar el 1517. Va tenir un germà més gran Elie, qui va esdevenir un Senyor de la Cambra Reial el 1571, i una germana Marguerite. El poeta François de Belleforest va dedicar un poema a la família l'any 1560 titulat Chasse d'amour. Hi ha indicis que la família era Hugonota. Marie de Cotteblanche va estudiar llengües, filosofia, ciència, i matemàtiques. Els seus elogis van ser cantats pel bibliògraf Le Croix de Maine. La seva patrona era Marguerite de Saluces, qui li va ensenyar l'italià.
L'única obra coneguda de Maria que es conserva és la seva traducció de 1566 d'un text que va ser un gran èxit, Coloquios y Diálogos (1547) per l'enciclopedista espanyol Pedro Mexía. El títol francès era Trois diàlegs de M. Pierre Messie, touchant la naturalesa du soleil, de la terre et de toutes les choses qui se font et apparaissent en l'aire. Escrit en forma de diàleg apel·lava a un ample nombre de lectors i va tenir 29 reimpressions entre els anys 1566 i 1643.